# Federated Learning of Cohorts
Federated Learning of Cohorts (FLoC; с англ. — «федеративное обучение на основе когорт») – распределенная модель, которая использует алгоритмы машинного обучения для анализа пользовательских данных и формирования когорт. Когорта – группа обезличенных данных пользователей (браузеров) с похожими свойствами. Данные пользователей не поступают напрямую ни в один централизованный обработчик или сервер. Вычисление и назначение когорты происходит на стороне браузера. Google начал тестировать технологию в браузере Chrome в марте 2021 года в качестве замены сторонних файлов cookie, которые она планирует прекратить поддерживать в Chrome к началу 2023 года.
Алгоритм федеративного обучения когорт анализирует онлайн-активность пользователей в браузере и генерирует "идентификатор когорты", используя алгоритм SimHash для группировки данного пользователя с другими пользователями, которые получают доступ к аналогичному контенту. Каждая когорта содержит несколько тысяч пользователей, чтобы затруднить идентификацию отдельных пользователей, и когорты обновляются еженедельно. Затем веб-сайты могут получить доступ к идентификатору когорты с помощью API и определить, какие рекламные объявления показывать. Google не маркирует когорты на основе интересов, кроме группировки пользователей и присвоения идентификатора, поэтому рекламодателям необходимо самостоятельно определять типы пользователей каждой когорты.